# Pysznica (struga)
Pysznica – struga, prawobrzeżny dopływ Parsęty, o długości 14,1 km, płynący w całości na Równinie Białogardzkiej, w woj. zachodniopomorskim, w gminie Karlino i gminie Dygowo.
Struga ma źródła między wsiami Syrkowice a Mierzynek, skąd biegnie w kierunku północno-zachodnim przepływając przez południową część wsi Skoczów (Skoczewko). Dalej na obszarze leśnym odbiera od prawego brzegu połączone dopływy z Wyganowa i z Jeziora Czarnego. W okolicy wsi Połomino meandruje i odbiera od prawego brzegu dopływ z Rusowa. Następnie zaczyna biec w kierunku południowym, gdzie przepływa przez mokradła i pod drogą wojewódzką nr 163. Po minięciu osady Pyszka i mokradła Pyszka uchodzi do prawego starorzecza Parsęty, połączonego z głównym korytem.
Według danych regionalnego zarządu gospodarki wodnej dominującymi gatunkami ryb w wodach Pysznicy są: pstrąg, okoń, płoć, ciernik, kiełb krótkowąsy. Pozostałymi gatunkami ryb występujących w rzece są: pstrąg potokowy, kleń, jelec, krąp, szczupak pospolity, lin, cierniczek, miętus pospolity. W Pysznicy występują także: koza i słonecznica, będące gatunkami chronionymi.
Obszar dopływu z Rusowa oraz odcinek Pysznicy od połączenia do ujścia strugi należy do obszaru mającego znaczenie dla Wspólnoty – "Dorzecze Parsęty".
Nazwę Pysznica wprowadzono urzędowo w 1948 roku, zastępując poprzednią niemiecką nazwę strugi – Peuske Bach.